# Hang on the Box
Hang on the Box aus Peking ist eine der erfolgreichsten Girl-Rockbands Chinas.

## Bandgeschichte
Hang on the Box wurde 1998 gegründet. Im Juli 1998 hatte Hang on the Box ihren ersten Auftritt: Wang Yue spielte Gitarre und sang, Yilina spielte Bass und Yang Fan saß am Schlagzeug. 1999 kam die damals 16-jährige Shenggy zur Band und übernahm das Schlagzeug, Yang Fan wurde Gitarristin.
Im Mai 2002 erschien ihr erstes Album Yellow Banana in China und in Japan, wo die Band bald darauf auf Tour ging. Im Juli 2002 erschien das zweite Studioalbum Di Di Di. Im März 2003 ging Hang on the Box zum ersten Mal auf Amerikatournee. Yang Fan verließ die Band und wurde vom Gitarristen Xiao Gan ersetzt. Im September 2004 erschien ihr drittes Studioalbum, das Minialbum Foxy Lady, in dem Einflüsse von Krautrock, Electronica und Hip-Hop zu hören sind. 2006 nahm Hang on the Box, inzwischen wieder ohne Xiao Gan und nur noch zu dritt, im Pekinger Studio von Blixa Bargeld (Einstürzende Neubauten) ihr viertes Studioalbum auf, welches bis dato nicht veröffentlicht wurde aus rechtlichen Gründen.
Der Dokumentarfilm Beijing Bubbles (2005) begleitet neben vier anderen Pekinger Bands auch Hang on the Box bei einigen ihrer Auftritte in Pekings Untergrund-Szene, gibt aber auch Einblicke in ihr Alltagsleben.

## Diskografie
- 2002: Yellow Banana
- 2002: Di Di Di
- 2003: For Every Punk Bitch & Arsehole
- 2004: Foxy Lady
- 2007: No More Nice Girls
- 2014: Kiss Kiss, Bang Bang
- 2017: Oracles